# 劔神社 (直方市)
劔神社（つるぎじんじゃ）は、福岡県直方市下新入にある神社。旧社格は村社。
遠賀川流域は物部氏のゆかりの地域である。ただし当社は旧鞍手郡（くらてぐん）に位置し、この「鞍手」（くらで）という地名は筑紫国造の鞍橋君（くらじ の きみ）の「くらじ」が訛ったものとされるので、倉師（くらじ）大神の「くらじ」はこの鞍橋君に由来する可能性もある。なお当社は初代筑紫国造の田道命と関係があった（#由緒参照）。

## 祭神
- 伊邪那岐大神（いざなぎのおおかみ）
- 伊邪那美大神（いざなみのおおかみ）
- 日本武尊（やまとたけるのみこと）
- 石折神（いはさくのかみ）
- 根折神（ねさくのかみ）
- 石筒之男神（いはつつのをのかみ）
  - 以上、三柱の神は十拳剣の先端からの血が岩石に落ちて生成された神々である。
- 甕速日神（みかはやひのかみ）
- 樋速日神（ひはやひのかみ）
- 建御雷之男神（たけみかづちのをのかみ）
  - 別名は建布都神（たけふつのかみ）
  - 別名は豊布都神（とよふつのかみ）
  - 以上、三柱の神は十拳剣の刀身の根本からの血が岩石に落ちて生成された神々である。
- 闇淤加美神（くらおかみのかみ）
- 闇御津羽神（くらみつはのかみ）
  - 以上、二柱の神は十拳剣の柄からの血より生成された神々である。

## 由緒

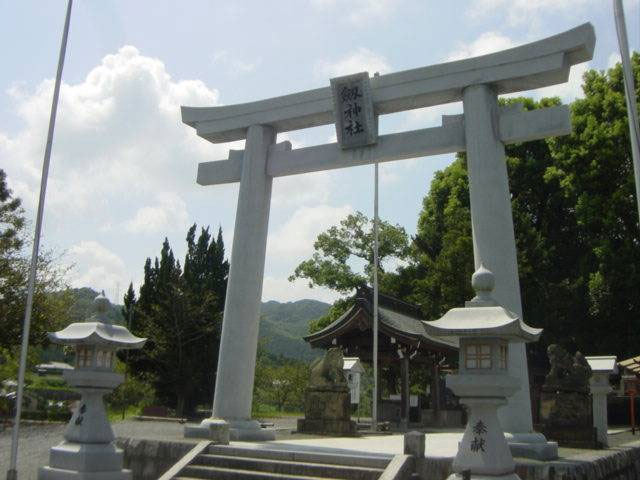
鳥居

祭祀の始祖は、筑紫国造・田道命（孝元天皇の5世の孫。筑紫国#祖先参照。）で、筑紫物部を率いて神々を祀ったと云う。田道命の橘孫の長田彦（筑紫国#子孫参照）が、神官となった。
往古は「倉師（くらじ）大明神」と称えられ、年代は明らかではないが、六ヶ岳の東嶺「天上嶽」に鎮座していた。室町時代に入って足利義満は、高向兵部卿良舜を奉行とし社殿を造営し奉った。戦国時代には、龍ヶ嶽城主杉氏は、同社を粥田荘鎮守の宗社として崇敬し、社殿を「紫竹原」に遷座造営し熱田神宮より日本武尊を相殿に奉祀して「八劔大神」と称えた。江戸時代に入って、野火が入り社殿は焼失し、現在の「亀丘」に遷した。藩主黒田長清が再造営している。現在の社殿は、氏子中の奉讃により建立される。

## 行事・祭典
- 4月18日:春季大祭
- 7月29日:夏越祭
- 10月日曜日:秋季大祭（5年毎に御神幸式大祭）
- 12月18日:新嘗祭

## 所在地・交通
福岡県直方市下新入2565
- JR新入駅より徒歩15分
- 西鉄バス新入本村バス停
- 九州自動車道:鞍手インターチェンジより車で5分